# Girl Skateboards
Girl Skateboards is een bedrijf voor en door skateboarders. Het is in 1993 opgericht door Rick Howard, Mike Carroll en Spike Jonze. Het hoofdkantoor staat in Torrance, Californië. Er worden skateboards, wielen, T-shirts, broeken en riemen gemaakt met het typische logo van het bedrijf erop.
Girl Skateboards is deel van Crailtap, een bedrijf dat ook eigenaar is van Lakai, Chocolate Skateboards, Royal Trucks en Four Star Clothing.